# محمد الرفاعي (كاتب)
محمد الرفاعي (14 أغسطس - 24 أكتوبر 2017) هو ناقد وروائي وكاتب سيناريو مصري. ولد بمدينة المحلة الكبرى بمحافظة الغربية. يكتب الرفاعي منذ عام 1980 لمجلة صباح الخير المصرية. كما كتب عددًا من الكتب والمسرحيات الإذاعية والمسلسلات التلفزيونية وسيناريوهات الأفلام. رُشحت رواية الرفاعي كائنات الحزن الليلية الجائزة العالمية للرواية العربية عام 2012.
تخرج من كلية الآداب في جامعة الإسكندرية. ثم عمل ناقدًا فنيًا في مجلة صباح الخير منذ عام 1975، وكان له صفحه ثابته بعنوان «قضية فنية». كتب لجريدة صوت الأمة منذ 2004 حيث كان له مقال أسبوعي بعنوان «يوميات مواطن مفروس». كما كان له عمود أسبوعي (كل أحد) في جريدة روز اليوسف.

## أسلوب الكتابة
تمتاز كتاباته بأنها من النوع الساخر وهي كتابات معارضة تنتقد الأوضاع السياسية، فكان من أوائل الكتاب المصريين الذين انتقدوا النظام المصري بقسوة وسخرية في أكثر اوقات النظام المصري قوة، ووضح ذلك من خلال مقالاتة في صوت الامة التي ازعجت المسئولين المصريين وقتها بشدة وكان أكثر من انتقدهم بشدة جمال مبارك ووالدتة سوزان مبارك فكان دائما ينتقد عملية التوريث كما انتقد اخر انتخابات في عصر مبارك والتي تم تزويرها فكتب مقال في ديسيمبر 2010 بعنوان «يا مزورنى وناسي هواك» يسخر فية من الحكومة والنظام وكل من تلاعب في إرادة الشعب فكتب ساخرآ:
"فهل كانت هناك صفقة غير معلنة بين الحزب الحاكم حماه الله ورعاه وبين أحزاب المعارضة ربنا يهد حيلها البعيدة علي تقسيم الغنيمة، يعني حد ياخد اللحمة وحد ياخد الكوارع وحد ياخد الفشة والممبار والمستقلين بقي يبقوا ياخدوا اللية جايز تكتم علي نفسهم، ثم فقعهم الحزب حقنة شرجية طلعت من نافوخهم فراحوا يهللون مرة أخرى.. يامزورني في أحلي انتخاب.. بابعتلك بعنيه جواب.. ومش لوم ياحبيبي ولا عتاب، مش أكتر من كلمة آه ووضع كل واحد فيهم ديل الجلابية في سنانه ونط من فوق اللجنة ولا أدهم الشرقاوي، بتاع أنا أدهم الحر وأهلي كلهم حرين، وخطف الصندوق وجري، أو فقع أي مواطن خلقته شبه سيد قراره مطوة في كرشه؟!
لقد كان من المفروض أن تقاطع هذه الأحزاب، إذا كانت تبحث عن التغيير الحقيقي-الانتخابات خاصة أنها تجري في ظل قانون الطوارئ ويترشح فيها الوزراء وهو مالا يحدث في أي بلد في الدنيا فإذا كان يريد الترشح فعليه أن يستقبل أولا، حتي لايصبح في نفس الوقت السلطة التشريعية والتنفيذية وطفي النور ياولية."
عين مدير تحرير لمجلة صباح الخير لمده 3 سنوات، كما عمل كمدير تحرير لمجلة سيداتى سادتى لمده 6 سنوات كما كتب في مجلة كل الناس وجريده الرأي القطرية.
آخر الأعمال التي نشرت روايه «كائنات الحزن الليلية» عن دار ميريت للنشر وقد كتب عنها الروائي إبراهيم أصلان قائلا (كائنات الحزن الليلية) رواية عن الأحياء الفقيرة بأزقتها وحواريها ومقاهيها ولياليها الخالية الباردة وحكايات الناس والرفاق التي لم يبق منها غير ظلالها التي استطاع الكاتب استحضارها جميعاً بدرجة عالية من الحساسية. وهي رواية عن الطفولة والصبا وسنوات التكوين وكتب ماركس ولينين، الأحلام الصغيرة وأيام الحنين لشاعرية اللحظات الجميلة المفقودة. هكذا الحياة دائماً. يمضى الواقع نثاراً محدوداً بحدود وقته العابر، إلا أنه، بقوة الفن والخيال يكتمل، يصير حاضراً أكثر، مؤثراً أكثر، ومفتوحاً على المدى. وتلك هي معجزة الفن الحقيقية.
في حواره مع فلور مونتانارو منسقة الجائزة العالمية للرواية العربية قال محمد الرفاعى «كنت ومازلت اعتقد ان الفن بنية مماثلة لبنية الواقع، فهو يتطلب التأمل والمعرفة، ومن هنا فلابد من طرح الواقع اليومى البسيط، ومن هذا الواقع يستطيع اليوم غير التقليدى ان يولد، أن نمتلك ذلك المستحيل الخارق دون ألعاب بهلوانية، ودون أن نجد أنفسنا مرغمين على الوقوف خلف العربة التي تهاوت بفعل الزمن، أو بفعل العجز، نحرك تلك الإشارات الوهمية التي لا تضئ أبدآ، يكفى أن نجرد الواقع من الأسباب والنتائج، فيصبح مستقلا وعاريا، وكنت ومازلت موجوعا بإشكالية البحث عن الزمن الضائع والملامح الضائعة والتي نراها دوما من خلال نافذة قطار سريع لا يتوقف أبدا لدرجة انها تتداخل وتصبح مساحة لونية بلا ملامح، كنت أرتد في لحظات قصيرة إلى تلك البلدة الواقعة في وسط الدلتا، ما بين الريف والمدينة، وتحاورنى البيوت المنسية التي تنغلق على الخوف وتنفتح على العراء، فأرتجف، وأحاول دائما أن أعيد امتلاك تلك اللحظات التي لا ينحصر تأثيرها في نطاق الانفعالات والحس الجمالى، بقدر ما تمتد إلى أبعد من ذلك بكثير، مشكلة تطلعات وأفعال الإنسان حتى تكون بدورها نسقا اجتماعيا، يرتكز على الحرية التامة للإنسان في صياغة عالمة، بالشكل الذي يتوافق مع أحلامة واحتياجاتة، أن يكتشف الإنسان نفسة والعالم في ذات اللحظة ويصبح قادرا على فك أحرفه وإعادة صياغة الجملة، بحيث تصبح تعبيرا حقيقيا وليس مجازيا وقد حاولت كثيرا رسم تلك الكائنات الطليقة المعذبة، وهذا الزمن الضائع بين موتين لكنها ظلت تراوغنى سنوات كاملة حتى بدأت رسم ملامحها في مايو 2009»
بعد وفاته، أعاد أبنه «شادي الرفاعي» نشر روايته «كائنات الحزن الليلية» ومعها الجزء الثاني «حين بكت النوارس» في مجلد واحد عن دار صفصافة للنشر، وأقيمت ألاحتفالية في ذكري ميلاده عام 2019

## أعماله

### الأعمال الروائية
- رواية كأئنات الحزن الليلية
- رواية حين بكت النوارس «نشرت بعد وفاة الكاتب»

### الكتب
- تجارب في المسرح العربي إصدار مهرجان المسرح التجريبي.
- فلسطين في المسرح المصري:[6] السؤال المراوغ والفعل المستحيل
- عربة اسمها المسرح
- ثقافة وفن وحكايات تموت من الضحك، من إصدار الهيئة العامة للكتاب عام 1999 عن مجموعة مقالات الكاتب في مجلة صباح الخير
- فلسطين في المسرح المصري.

### سيناريوهات أفلام
- قضية السيد منجد.
- أحلام مسروقة.

### الإذاعة
- رحله في الزمن القديم، 90 حلقه
- الفردوس المفقود، 90 حلقه
- أوراق البردي، 90 حلقه
- سنوات المجد، 30 حلقه
- شعاع الحرية، 30 حلقه
- نبع الينابيع، 30 حلقه

ومجموعة سهرات خاصة

### التلفزيون
- سهره المعطف عام 1979 عن رواية جوجول بطولة عبد السلام محمد
- الأبيض بناء على رواية يوسف إدريس، بطولة شيرين سيف النصر ومصطفى فهمي عام 2001م.
- المعطف (بناءً على قصة نيكولاي غوغول القصيرة)
- محاكي القمر (استنادًا إلى حياة الملحن المصري بليغ حمدي).

### المسرح
- مسرحية «أهو ده اللي صار» والتي اعترضت عليها أجهزة الدولة وقتها لما فيها من نقد وسخرية للأوضاع في مصر ولكن بعد ثورة يناير 2011 قررت الدولة أن تعرض المسرحية في افتتاح مسرح الهناجر يوم 5/1/2012.

## الجوائز
- حصل على جائزة مصطفى وعلي أمين للصحافة عن العمود الأسبوعي بمجلة صباح الخير عن فقرة "قضية فنية" عام 2000.[7]
- اختيرت رواية كائنات الحزن الليلية ضمن القائمة الطويلة لجائزة البوكر لعام 2012، لتأخذ مكانها كأفضل الروايات في العالم العربي لعام 2012.[8]

## كتاب فلسطين في المسرح المصري
يرصد الكاتب محمد الرفاعي في كتابه «فلسطين في المسرح المصري» الصادر عن هيئة الكتاب، عشر مسرحيات تناولت القضية الفلسطينية من مختلف أبعادها، موضحاً أن هذه النصوص حاولت تقديم رؤية شاملة لقضية الصراع العربي- الإسرائيلي، ومؤكداً أن إسرائيل هي الدولة الوحيدة التي لم ترسم لنفسها جغرافية ثابتة، لأن المستقبل وأحلام إسرائيل وقدرتنا على الحركة هي التي ستحدد هذه الحدود، كما قدمت النصوص المسرحية حقائق هذا الصراع، وتم ترتيب فصول هذا الكتاب طبقاً لتواريخ تقديم النصوص المسرحية على خشبة المسرح. أما النصوص التي توقفت عندها الدراسة فهي: «وطني عكا»، «زهرة من دم»، «ثورة الزنج»، «النار والزيتون»، «شمشون ودليلة»، «حبيبي شامينا»، «السؤال»، «اليهودي التائه»، «الذباب الأزرق»، و«واقدساه».